# Jackson Calypso
Jackson Calypso, auch als Mississippi Calypso bekannt, war ein kurzlebiges US-amerikanisches Frauenfußball-Franchise mit Sitz in Jackson, Mississippi.

## Geschichte
Das Franchise stieg zur Saison 1997 in den Spielbetrieb der USL W-League ein. In ihrer ersten Saison schloss das Team mit 15 Punkten auf dem fünften Platz der South Division ab. In der Folgesaison ging es mit 18 Punkten auf den dritten Platz und in der Saison 1999 noch einmal mit nur fünf Punkten auf den fünften und letzten Platz. Danach löste sich das Franchise auch auf.